# Rachel Lloyd
Rachel Lloyd (26 de enero de 1839, Flushing, Ohio, - 7 de marzo de 1900, Beverly, Nueva Jersey) fue una química estadounidense que estudió la química y la agricultura de la remolacha azucarera (Beta vulgaris). Estudió en la Escuela de Verano de Harvard y obtuvo su doctorado en la Universidad de Zúrich en 1886. Fue la primera mujer estadounidense en obtener un doctorado en química y la primera mujer en publicar su trabajo en una importante revista de química.
Lloyd trabajó como profesora de química y jefa del departamento de química en la Universidad de Nebraska-Lincoln. Su trabajo para determinar la concentración de sacarosa de la remolacha azucarera ayudó a establecer una industria azucarera comercial en Nebraska. En 1891, se convirtió en la primera mujer admitida regularmente como miembro de la Sociedad Química Americana. El 1 de octubre de 2014, la Sociedad designó su investigación y contribuciones profesionales a la química en la Universidad de Nebraska-Lincoln como Monumento Químico Histórico Nacional.

## Trayectoria
Rachel Abbie Lloyd (de soltera Holloway) nació en Flushing, Ohio, de padres cuáqueros, Robert Smith Halloway y Abigail Taber. Sus padres eran profesores hasta que su padre se convirtió en director de correos en Smyrna, Ohio. Lloyd perdió a su madre cuando tenía cinco años y su padre murió cuando ella tenía 12 años. Sus tres hermanos también murieron durante la infancia. Fue criada por la segunda esposa de su padre. A la edad de 13 años, Holloway comenzó a asistir a Friends School, en Flushing, Ohio, y continuó su educación en Westtown School en West Chester, Pensilvania. Su último año de escolaridad lo completó en la Escuela para Señoritas de Miss Margaret Robinson, donde también comenzaría a enseñar.
Durante su estancia en la Escuela Robinson conoció a Franklin Lloyd, un químico de Powers y Weightman. El 11 de mayo de 1859, cuando tenía 20 años, Rachel y Franklin se casaron. Lloyd declaró que Franklin tenía un laboratorio químico en su casa, lo que facilitó que surgiera su interés por ese campo de investigación. En 1863, la pareja se mudó a Bangor Township, condado de Bay, Míchigan, donde Franklin administró un aserradero, una salina y una fábrica de barriles para comerciantes de madera en Filadelfia. La pareja tuvo dos hijos: Fannie Lloyd (1860) que falleció de una enfermedad celebral y William C. Lloyd (1865), y William murió de ictericia.
Franklin Lloyd también murió en 1865, poco después de la muerte de William. Rachel Lloyd heredó una suma de dinero que utilizó para viajar por Europa entre 1867 y 1872 en busca de ayuda médica para el reumatismo y la neuralgia. Sin embargo, las dificultades financieras la obligaron a regresar a Estados Unidos para buscar trabajo. Lloyd se ganó la vida durante algún tiempo como profesora de ciencias en el Chestnut Street Female Seminary antes de tomar la decisión de dedicarse formalmente a su interés por la química.
Entre 1875 y 1883, Lloyd asistió a siete cursos de química y auditó varios cursos de botánica en la Escuela de Verano de Harvard. Realizó investigaciones con Charles F. Mabery y en 1881 publicó sus investigaciones en las Actas de la Academia Estadounidense de Artes y Ciencias y en el American Chemical Journal. Esta fue la primera vez que una mujer publicó un artículo químico en una revista científica importante. Continuó su investigación y fue coautora de tres artículos publicados entre los años 1881 y 1884. En estos Lloyd conoció a Rachel Bodley, la que sería su futura colega en la Sociedad Química Americana, y, en 1880, a Hudson Henry Nicholson, su futuro colega en la Universidad de Nebraska. Lloyd continuó enseñando, incluso en la Escuela de Farmacia para Mujeres de Louisville en Kentucky.
En 1884, Lloyd se matriculó en la Universidad de Zúrich, que en aquel momento era la única institución donde se permitía a las mujeres obtener un doctorado en química. Lloyd obtuvo su doctorado en 1886 a la edad de 48 años y se convirtió en la primera mujer estadounidense en recibir un doctorado en química. Su tesis doctoral versó sobre la conversión de fenoles en aminas aromáticas, bajo la dirección del profesor August Viktor Merz. Durante este tiempo, también se interesó en la emergente industria de la remolacha azucarera.

### Enseñanza
Lloyd comenzó a enseñar inmediatamente después de terminar su educación primaria en la Escuela para Señoritas de Miss Margaret Robinson. Su siguiente puesto docente sería en el Seminario Femenino Chestnut Street en 1873, donde enseñó química tras de sus viajes por Europa. Durante su época de estudiante, Lloyd también ocupó múltiples puestos en otras instituciones educativas. En 1880, Lloyd sirvió como directora de la Escuela Foster para niñas en Clifton Springs, Nueva York. Posteriormente trabajó como instructora de química tanto en el l Hampton College for Women como en la Escuela de Farmacia para Mujeres de Louisville.Lloyd trabajó durante un pequeño período de tiempo en la Escuela Normal de Ciencias y en la Real Escuela de Minas de Londres antes de unirse a la facultad de la Universidad de Nebraska en 1887. En 1894, Lloyd se convirtió en instructora de ciencias en Hillside Home School en Spring Green, Wisconsin.

### Universidad de Nebraska
En 1887, la Universidad de Nebraska le ofreció a Lloyd un nombramiento como profesora asociada de química analítica para unirse al director del departamento, Hudson Henry Nicholson, como la segunda investigadora en el nuevo departamento de química. Lloyd alentó tanto a los hombres como a las mujeres jóvenes a inscribirse en el programa y, durante su mandato, la sección de Nebraska de la Sociedad Química Americana tuvo más mujeres participantes que cualquier otra sección. Entre 1888 y 1915, 10 de los 46 estudiantes de química eran mujeres.
El impacto científico de Lloyd se basó en sus estudios pioneros de los azúcares en la remolacha azucarera, utilizando técnicas analíticas como el sacarómetro en las Estaciones Experimentales Agrícolas de Nebraska. Los estudios de Lloyd utilizaron parcelas de prueba de remolacha azucarera en varias partes de Nebraska. Sus informes científicos sobre la producción de azúcar en la remolacha azucarera aparecieron por primera vez en 1890, ayudando a establecer la viabilidad económica del cultivo de remolacha azucarera en la última parte del siglo XIX, fundamental para los agricultores de Nebraska. Según Lindblom, la producción de azúcar en Nebraska aumentó de 736.000 libras a 8.378.000 libras en sólo cinco años. Los resultados del trabajo de Lloyd y Nicholson dieron como resultado que los inversores abrieran en Nebraska la tercera refinería de azúcar de Estados Unidos. También fue la primera refinería del Medio Oeste.
Lloyd se convirtió en profesora titular en 1888 y fue ascendido a jefa del departamento en 1892, mientras Nicholson estaba en Europa. Sin embargo, ese verano sufrió una parálisis parcial. Continuó enseñando hasta 1894, cuando dimitió por problemas de salud. Tras su muerte, el Rector interino Charles E. Bessey declaró en una conferencia conmemorativa en la Universidad de Nebraska: «No solo fue una química eminente, sino también una gran maestra y, más que eso, fue la querida consejera y asesora de los estudiantes». Esto aspecte se veía reforzado por su participación en el Club de Fotografía y el Club Científico, a través de los cuales conecta con los estudiantes.
Durante sus últimos siete años vivió en el área de Filadelfia, Pensilvania, para estar más cerca de sus amigos y familiares. Lloyd murió el 7 de marzo de 1900, en Beverly, Nueva Jersey debido a una insuficiencia cardíaca y fue enterrada con su esposo e hijos en el cementerio Laurel Hill en Filadelfia.

## Reconocimientos
A lo largo de su carrera profesional, Lloyd fue miembro de numerosos clubes, asociaciones y sociedades profesionales. Sus membresías más notables fueron en la Asociación Estadounidense para el Avance de la Ciencia, la Asociación para el Avance de la Mujer y la Sociedad Química Estadounidense. Lloyd también fue miembro de las siguientes organizaciones/clubes: la Sociedad Química Alemana, la Sociedad Química Inglesa, la Asociación Estadounidense para el Avance de la Ciencia, el Club Browning, la Academia de Ciencias de Nebraska y la Asociación Nacional Estadounidense por el Sufragio Femenino. Lloyd ayudó a fundar el Hayden Art Club, que fue el predecesor del Museo de Arte Sheldon.

## Legado
En mayo de 2014, se abrió una cápsula del tiempo en la Universidad de Nebraska Lincoln. La cápsula provino de la piedra angular del edificio que anteriormente albergaba el departamento de química y había sido colocada allí en 1916. La cápsula había sido inicialmente olvidada, pero fue descubierta cuando un profesor de química que buscaba información sobre Rachel Lloyd descubrió un artículo de periódico sobre la cápsula. La cápsula contenía periódicos de la época de su entierro, información sobre lo que sucedía en la escuela en ese momento, fotografías de miembros del departamento de química y otros elementos relacionados con el departamento de química tal como era en 1916. En estas fotografías se incluye una fotografía de alta resolución de Lloyd, que a menudo se utiliza en artículos sobre su vida y su obra. Se podría decir que el elemento más importante de la cápsula era una biografía de Lloyd, titulada "In Memoriam: Rachel Lloyd, Ph.D." El libro fue escrito por su cuñado, Clement Lloyd, y contenía información sobre su vida que no se encontraba en ningún otro lugar.
El 1 de octubre de 2014, la Sociedad Química Estadounidense designó su investigación y contribuciones profesionales a la química en la Universidad de Nebraska-Lincoln como Monumento Químico Histórico Nacional.

## Obras publicadas
- Conversion of some Homologues of Phenol into Primary and Secondary Amines, Journal of the Chemical Society, Volume 56, 1889
- Experiments in the Culture of the Sugar Beet in Nebraska, University of Nebraska, Agricultural Experiment Station of Nebraska, 1890